# Sagaropsis
Sagaropsis é um gênero de traça pertencente à família Arctiidae.